# ГБУК ПО «Военно-исторический музей Псковской области»
Военно-исторический музей заповедник Псковской области -  музей-заповедник составляющий из  пяти филиалов. Музей находится в Острове, Псковская область, но один филиал находится в Новоржеве.

## История
Музей открылся 1 января 1965 года, а в новое здание переехал летом 2001.
С 1979 года новоржевский музей вступил в составе Псковского музея-заповедника в качестве филиала. Позже он присоединился к ГБУК «Военно-исторический музей Псковской области»
На протяжении более 30 лет входил в состав Псковского музея-заповедника в качестве филиала. С 1 июля 2006 года выведен из состава Псковского музея-заповедника и преобразован в МУК «Островский краеведческий музей» муниципального образования «Островский район».
С апреля 2010 года Островский музей реорганизован в ГУК «Военно-исторический музей Псковской области», а затем в ГБУК ПО «Военно-исторический музей Псковской области».
В декабре 2011 года был открыт Историко-краеведческий музей. Находящийся на островке реки Великая.

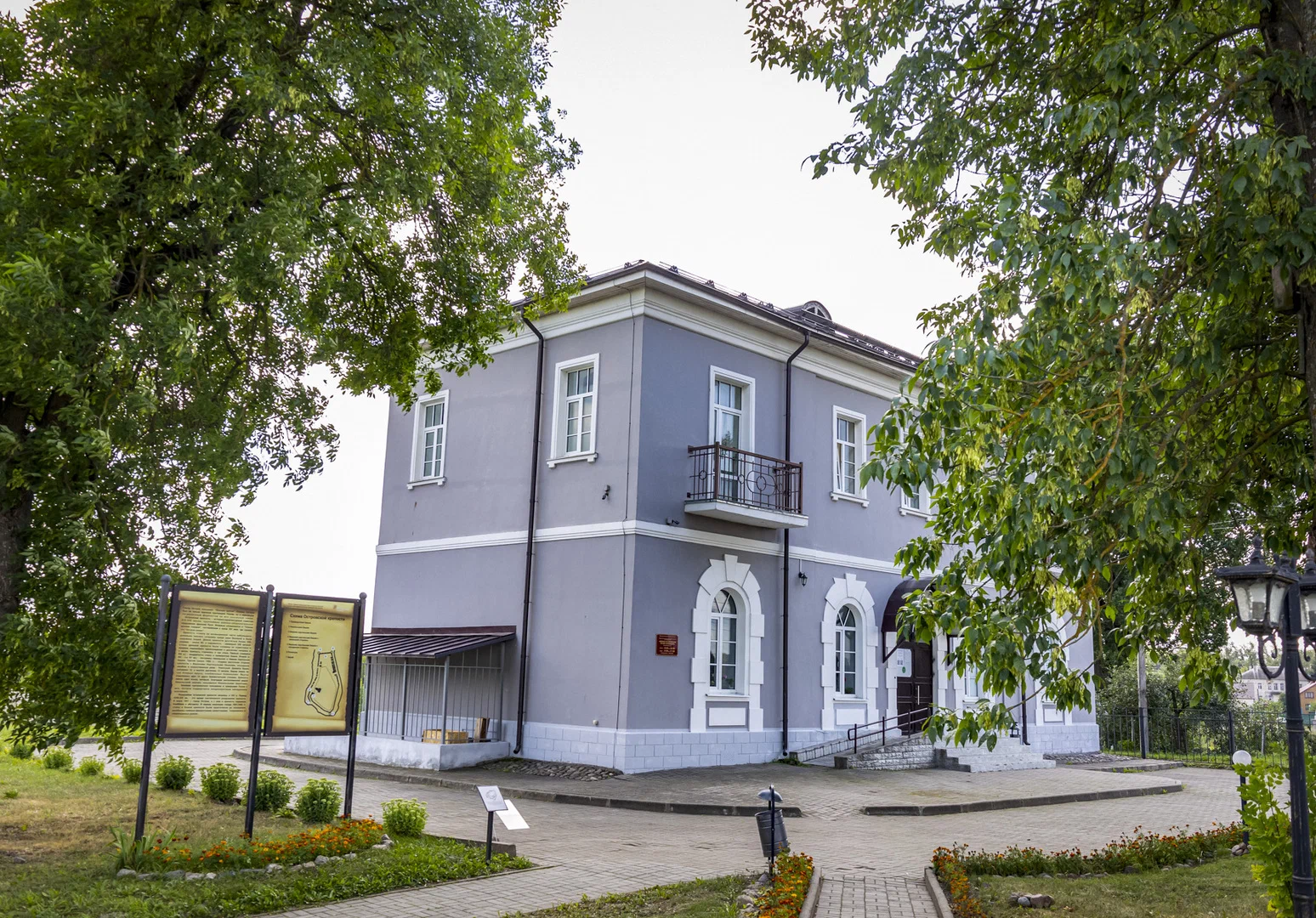
Историко-краеведческий музей

## Филиалы
- Военно-исторический музей
- Историко-краеведческий музей
- Музей - история Новоржевского края
- Дом-музей В. И. Ленина
- Историко-памятный комплекс линия Сталина

## Экспозиции
- История города Остров XVIII — начала XIX вв.
- Крепость
- Природа Островского района
- Выставка самоваров и чайной посуды
- Телерадиоаппаратура
- Автомототехника
- Утварь из крестьянской избы конца XIX века